# 1943 au Vatican
Chronologie du Vatican
- 1939
- 1940
- 1941
- 1942
- 1943
- 1944
- 1945
- 1946
- 1947

Cette page concerne les évènements survenus en 1943 au Vatican  :

## Évènement
- 18 mai : En Croatie, l'archevêque Alojzije Stepinac exhorte Pie XII à adopter une position ferme pour conserver « ses 240 000 convertis ». Les pratiquants de l'orthodoxie orientale se sont convertis au catholicisme pour échapper aux camps de la mort.
- 2 juin : Le pape Pie XII, devant le collège des cardinaux, lance « un appel en faveur du respect des lois humaines au cours des bombardements aériens ».
- 29 juin : Encyclique Mystici Corporis Christi
- 12 juillet : Pie XII reçoit le baron von Weizsäcker, ambassadeur allemand.
- 10 septembre : Les troupes allemandes occupent Rome et se chargent de la protection de la Cité du Vatican.
- 26 septembre : Les Allemands extorquent aux Juifs de Rome l'ordre de produire 50 kg d'or en deux jours, sous peine de déportations massives. Pie XII propose de prêter à la communauté juive 15 kg d'or, avec intérêts et remboursement, dans les 4 ans suivant la guerre. Les Juifs et les citoyens de Rome fournissent suffisamment d'or pour rendre inutile l'offre du pape.
- 16 octobre : En Italie, la police nazie SS et la Waffen SS commencent à rafler les Juifs de Rome. Une émeute antijuive a lieu à Rome alors que le quartier juif est encerclé par les nazis, et les Juifs sont évacués vers Auschwitz. Le pape Pie XII ne proteste pas publiquement, bien qu'il ait envoyé quelques messages de désapprobation par des intermédiaires. Au total, près de 8 000 Juifs italiens meurent dans les camps de concentration pendant la Seconde Guerre mondiale.
- 5 novembre : Bombardement du Vatican par l'aviation britannique.